# Blake Clark
Blake Clark (Macon, Geòrgia, 2 de febrer de 1946) és un actor i còmic estatunidenc. Clark ha estat amic de Jim Varney des de fa molt temps, que va reemplaçar després de la seva mort per al paper de la veu de Slinky Dog a Toy Story.

## Filmografia
- The Greatest American Hero (1981) (TV)
- Remington Steele (1982–89) (TV)
- M*A*S*H (1983) (TV)
- Hot Flashes (1984) (TV)
- Apt. 2C (1985) (TV)
- Moonlighting (1985) (TV)
- St. Elmo's Fire (1985)
- Newhart (1985–86) (TV)
- Long Time Gone (1986) (TV)
- The Facts of Life (1986) (TV)
- Gimme a Break! (1987) (TV)
- Women in Prison (1987–88) (TV)
- It's Garry Shandling's Show (1987–88) (TV)
- Fast Food (1989)
- Wired (1989)
- Johnny Handsome (1989)
- Midnight Caller (1991) (TV)
- Shakes the Clown (1991)
- Who's the Boss? (1991) (TV)
- Designing Women (1991) (TV)
- The Dark Wind (1991)
- Grave Secrets: The Legacy of Hilltop Drive (1992) (TV)
- Ladybugs (1992)
- Elixir d'amor número 9 (Love Potion No. 9) (1992)
- Toys (1992)
- Roseanne (1993) (TV)
- Fatal Instinct (1993)
- Grace Under Fire (1993–94) (TV)
- Comedy: Coast to Coast (1994) (TV)
- Thea (1994) (TV)
- La màscara (The Mask) (1994)
- Tales from the Crypt (1994) (TV)
- Home Improvement (1994–99) (TV)
- The Drew Carey Show (1995) (TV)
- Boy Meets World (1995–00) (TV)
- Alone in the Woods (1996)
- Coach (1996) (TV)
- Nothing to Lose (1997)
- Murphy Brown (1997) (TV)
- Tycus (1998) (V)
- Arliss (1998) (TV)
- The Waterboy (1998)
- Smart Guy (1998) (TV)
- Valerie Flake (1999)
- The Jamie Foxx Show (1999–00) (TV)
- Critical Mass (2000)
- Intrepid (2000)
- Unsolved Mysteries (2000) (TV)
- Bread and Roses (2000)
- Little Nicky (2000)
- Donut Men (2001)
- La bruta història de Joe Porc (Joe Dirt) (2001)
- Corky Romano (2001)
- Sabrina, the Teenage Witch (2001) (TV)
- Back by Midnight (2002)
- Mr. Deeds (2002)
- Eight Crazy Nights (2002)
- BachelorMan (2003)
- Lucky (2003) (TV)
- Lost at Home (2003) (TV)
- Intolerable Cruelty (2003)
- 50 primeres cites (50 First Dates) (2004)
- The Ladykillers (2004)
- Cold Case (2004) (TV)
- Todd's Coma (2005) (TV)
- My Name Is Earl (2005) (TV)
- The Benchwarmers (2006)
- I'm Reed Fish (2006)
- Everybody Hates Chris (2006) (TV)
- Car Babes (2006)
- I Now Pronounce You Chuck and Larry (2007)
- Strange Wilderness (2008)
- Leatherheads (2008)
- Wieners (2008)
- Superagent 86 de pel·lícula (2008)
- Bedtime Stories (2008)
- American Cowslip (2009)
- Son of Mourning (2009)
- Toy Story 3 (2010)
- Grown Ups (2010)
- Good Luck Charlie (2010) (TV)
- Community (2010) (TV)
- Rango (2011)
- Hawaiian Vacation (2011)
- Toy Story 4 (2019)